# Leichtathletik-Weltmeisterschaften 2019/Teilnehmer (Griechenland)
| Gelbes Symbol für Goldmedaillen mit stilisierten Olympischen Ringen | Graues Symbol für Silbermedaillen mit stilisierten Olympischen Ringen | Braundes Symbol für Bronzemedaillen mit stilisierten Olympischen Ringen |
| ------------------------------------------------------------------- | --------------------------------------------------------------------- | ----------------------------------------------------------------------- |
| —                                                                   | —                                                                     | 1                                                                       |

Der Leichtathletikverband von Griechenland nahm an den Leichtathletik-Weltmeisterschaften 2019 in Doha teil. 16 Athletinnen und Athleten wurden vom griechischen Verband nominiert.

## Ergebnisse

### Frauen

#### Laufdisziplinen
| Athletin                      | Disziplin   | Vorlauf | Vorlauf | Halbfinale | Halbfinale | Finale    | Finale |
| Athletin                      | Disziplin   | Zeit    | Platz   | Zeit       | Platz      | Zeit      | Platz  |
| ----------------------------- | ----------- | ------- | ------- | ---------- | ---------- | --------- | ------ |
| Rafaela Spanoudaki-Chatziriga | 200 m       | 23,48 s | 34      | DNQ        | DNQ        | –         | –      |
| Irini Vasiliou                | 400 m       | 52,31 2 | 36      | DNQ        | DNQ        | –         | –      |
| Gloria Priviletzio            | Marathon    |         |         |            |            | 2:58:43 h | 29     |
| Antigoni Drisbioti            | 20 km Gehen |         |         |            |            | 1:38:56 h | 22     |
| Angeliki Makri                | 50 km Gehen |         |         |            |            | 4:54:09 h | 14     |

#### Sprung/Wurf
| Athletin                  | Disziplin      | Qualifikation | Qualifikation | Finale     | Finale |
| Athletin                  | Disziplin      | Weite/Höhe    | Platz         | Weite/Höhe | Platz  |
| ------------------------- | -------------- | ------------- | ------------- | ---------- | ------ |
| Nikoleta Kyriakopoulou    | Stabhochsprung | 4,60 m        | 08            | 4,50 m     | 13     |
| Ekaterini Stefanidi       | Stabhochsprung | 4,60 m        | 01            | 4,85 m SB  | Bronze |
| Chrysoula Anagnostopoulou | Diskuswurf     | 59,91 m SB    | 15            | DNQ        | DNQ    |
| Stamatia Skarvelis        | Hammerwurf     | 69,65 m       | 17            | DNQ        | DNQ    |

### Männer

#### Laufdisziplinen
| Athlet                  | Disziplin    | Vorlauf    | Vorlauf | Halbfinale | Halbfinale | Finale    | Finale |
| Athlet                  | Disziplin    | Zeit       | Platz   | Zeit       | Platz      | Zeit      | Platz  |
| ----------------------- | ------------ | ---------- | ------- | ---------- | ---------- | --------- | ------ |
| Konstandinos Douvalidis | 110 m Hürden | 13,43 s SB | 10      | 13,54 s    | 14         | DNQ       | DNQ    |
| Alexandros Papamichail  | 50 km Gehen  |            |         |            |            | 4:22:39 h | 17     |

#### Sprung/Wurf
| Athlet                  | Disziplin      | Qualifikation | Qualifikation | Finale     | Finale |
| Athlet                  | Disziplin      | Weite/Höhe    | Platz         | Weite/Höhe | Platz  |
| ----------------------- | -------------- | ------------- | ------------- | ---------- | ------ |
| Konstandinos Filippidis | Stabhochsprung | 5,70 m        | 13            | DNQ        | DNQ    |
| Emmanouil Karalis       | Stabhochsprung | 5,60 m        | 15            | DNQ        | DNQ    |
| Miltiadis Tendoglou     | Weitsprung     | 8,00 m        | 07            | 7,79 m     | 10     |
| Michalis Anastasakis    | Hammerwurf     | 75,07 m       | 13            | DNQ        | DNQ    |
| Christos Frantzeskakis  | Hammerwurf     | 72,96 m       | 23            | DNQ        | DNQ    |